# Jean Garon
Pour les articles homonymes, voir Garon (homonymie).
Jean Garon, né le 6 mai 1938 à Saint-Michel-de-Bellechasse et mort le 1er juillet 2014 à Lévis, est un homme politique, économiste, avocat et un professeur québécois. Il est député de la circonscription de Lévis à l'Assemblée nationale du Québec de 1976 à 1998, ministre de l'Agriculture du Québec de 1976 à 1985 et ministre provincial de l'Éducation de 1994 à 1996. Il est par la suite maire de la ville de Lévis de 1998 à 2005.

## Biographie
Il est le fils d'Emmanuel Garon, homme d'affaires, et de Jeanne Sweeny. Il étudie à l'Université Laval dans la faculté des sciences sociales de Georges-Henri Lévesque et obtient son baccalauréat en 1960. Il complète sa maîtrise en sciences sociales avec spécialisation en économique en 1962 et une licence en droit en 1969 à l'Université Laval. En juin 1970, il fut admis au Barreau de la province de Québec et se spécialise en économie.
Il enseigne en sciences économiques au Cégep Limoilou en 1968 et 1969. De 1970 à 1976, il est professeur de droit fiscal, économique et coopératif à l'Université Laval.
Il devient le vice-président du Rassemblement pour l'indépendance nationale en 1962 dans la région de Québec. Il passe au Regroupement national en 1964 puis il est cofondateur et organisateur du Ralliement national en 1966. Il est un des membres fondateurs du Parti québécois en 1968. Il est candidat du Parti québécois dans Charlevoix lors de l'Élection générale québécoise de 1973, mais est défait.
Il est élu député de Lévis lors de l'élection générale québécoise de 1976. Dans son autobiographie, René Lévesque raconte que Paul Couture, président de l'UCC a téléphoné au premier ministre élu afin de lui demander de nommer une personne qui n'est ni agronome, ni agriculteur au portefeuille de l'Agriculture, une responsabilité qui des dires de Lévesque est « vitale, partout présente, hypersensible et depuis toujours véritable abattoir ministériel ». Au cours de la conversation, le président de la fédération agricole lui suggère plutôt de nommer un « avocat intelligent qui sait compter ». Lévesque choisit de confier le dossier à Garon qui, aux dires du premier ministre, « a par-dessus le marché le physique idéal de l'emploi ».
Nommé ministre de l'Agriculture, des Pêcheries et de l'Alimentation, Garon fait une priorité de la protection du domaine agricole, qui subit alors une forte pression provoquée par l'intense urbanisation des développeurs et spéculateurs immobiliers, particulièrement dans la région métropolitaine de Montréal. Il pilote l'adoption de la Loi sur la protection des terres agricoles, adoptée en novembre 1978. La loi encadre pour la première fois l'utilisation des terres arables en régissant leur utilisation à des fins autres que l'agriculture.
Il y est réélu aux élections générales de 1981, 1985, 1989 et 1994. Il est le ministre de l'agriculture dans le gouvernement de René Lévesque. Après la démission de Lévesque en 1985, il est candidat pour lui succéder lors de l'élection à direction du Parti québécois, mais il termine en troisième position derrière le vainqueur Pierre Marc Johnson et Pauline Marois avec 16,2% des voix.
Au cours de la période où le Parti québécois est dans l'opposition (1985-1994), il préside deux Commissions de l'Assemblée nationale, celle de l'économie et celle de l'aménagement. Lorsque Jacques Parizeau est élu en 1994, Jean Garon devient le ministre de l'Éducation. Lucien Bouchard le nomme à la tête de la Commission de la culture. Il ne se représente pas lors de l'élection générale de 1998.
Il est élu maire de Lévis, le 1er novembre 1998 et il est réélu en 2001. En 2005, il est battu par Danielle Roy-Marinelli.
Le 29 septembre 2007, il reconnaît avoir été intéressé par le parti Action démocratique du Québec. Il a expliqué, à l'émission télévisée Tout le monde en parle du 22 avril 2012, qu'il avait cru pouvoir convaincre Mario Dumont de s'allier à la cause indépendantiste, celui-ci ayant milité pour le camp du Oui lors du référendum de 1995, mais cela n'a mené nulle part, alors Garon n'a pas insisté.
De 2010 à 2014, il a été chroniqueur pour le journal La Vie agricole.

## Œuvres
En 2013, il publie son autobiographie intitulée Pour tout vous dire: un ouvrage coédité par VLB Éditeur et La Vie agricole. Pour une recension: Andrée Ferretti, « Jean Garon ou l’incarnation de l’authenticité », Nuit blanche, magazine littéraire, n°, 131, été 2013, p. 50-51

## Distinctions
- Commandeur d'office de l'Ordre national du mérite agricole (1976)
- Prix Étienne-Chartier au Patriote de l'année en Chaudière-Appalaches (2011)
- Temple de la renommée de l'agriculture du Québec (15 septembre 2015)